# 이사 브리오네스
이사 브리오네스(Isa Briones, 1999년 1월 17일 ~ )는 미국의 배우, 가수이다.